# Agência Sportlight
Agência Sportlight é uma agência de jornalismo investigativo. Seu nome é uma referência clara ao filme Spotlight. Foi criada em 2016 pelo historiador e jornalista Lúcio de Castro. Em 2018 foi um dos veículos de mídia mais premiados do ano, segundo ranking do Portal dos Jornalistas.

## Histórico
Em junho de 2019, Lúcio de Castro disse em rede social que a grande mídia brasileira recusou uma pauta jornalística que aponta um possível caso de corrupção sobre uma offshore em paraíso fiscal de Paulo Henrique, filho do ex-presidente Fernando Henrique Cardoso (FHC): 
Em 5/4/2016 ainda não existia essa Agência Sportlight. Tinha certeza da bomba que tinha em mãos. Depois de muitas portas fechadas quando dizia a pauta, finalmente publiquei [na Carta Capital]— . Ou não sei nada dessa profissão, ou era devastador o conteúdo. Não interessou a nenhum grande meio. Em 11/6/2018, ainda inconformado com algo desse teor não ter consequência, republiquei, já então na Agência Sportlight. Se em 2016 a Lava Jato já estava em pleno funcionamento, em 2018 nem se fala. Mas não interessou a ninguém. E como algo assim não interessa? E não estava prescrito (...) Não interessou à grande imprensa. Não interessou aos investigadores. E agora sabemos, via The Intercept Brasil, que não só não interessou ao juiz Moro como ele pediu para evitar”melindrar” FHC. A matéria tava lá. Só quem não quis deixou de saber que Moro era seletivo. E cometia crime. Agência Sportlight

## Prêmio
| Ano  | Prêmio                         | Categoria | Trabalho                                                                               | Resultado |
| ---- | ------------------------------ | --------- | -------------------------------------------------------------------------------------- | --------- |
| 2018 | Prêmio Petrobrás de Jornalismo | Esporte   | "Dossiê Nuzman- República de Mangaratiba de Cabral ganhou milhões no Comitê de Nuzman" | Venceu    |